# Megalopyge opercularis
Megalopyge opercularis és una espècie de lepidòpter ditrisi de la família dels megalopígids (Megalopygidae) pròpia d'Amèrica del Nord i central.

## Descripció
La larva presenta una espècie de pèl que la fa assemblar-se a un gat persa. Pot presentar colors variables, des de color grisenc fins a marró daurat. Sovint presenta una brillantor ataronjada. A vegades, el pèl pot ésser arrissat, fet que dona a la larva un aspecte cotonós. El pèl de la larva conté espines verinoses que provoquen reaccions molt doloroses a la pell humana. L'arna adulta es troba coberta per pèl de colors que oscil·len entre el taronja terrós i el groc llimona.

## Hàbitat
M. opercularis pot ser trobada en roures, oms i pruners entre d'altres, així com en moltes plantes de jardí com ara rosers. És distribuïda per tot els Estats Units orientals entre Carolina del Nord i Florida, els Estats Units del sud, Mèxic, i parts de l'Amèrica Central.

## Perills i tractament de les picades
L'eruga és considerada com a insecte perillós a causa del seu verí. Exposar-se a tocar el pèl de l'eruga pot comportar una immediata reacció cutània. El dolor ha estat descrit per pacients com a similar al d'un os trencat o un traumatisme important. Les reaccions són sovint localitzades a l'àrea afectada però també és possible que acabin irradiant-se tot causant inflamació, mal de cap, nàusees, aflicció abdominal i a vegades dolor de pit.